# Rychvald
Rychvald település Csehországban, a Karvinái járásban. Rychvald Bohumín, Petřvald, Ostrava és Orlová településekkel határos. Lakosainak száma 7783 fő (2024. január 1.).

## Népesség
A település lakosságának változását az alábbi diagram mutatja:
| Lakosok száma | 2277 | 4556 | 6406 | 6610 | 7149 | 7093 | 7280 | 7457 | 7456 | 7783 |
|               | 1869 | 1900 | 1921 | 1961 | 1980 | 2011 | 2016 | 2019 | 2021 | 2024 |